# Gammarus salinus
Gammarus salinus är en kräftdjursart som beskrevs av Spooner 1942. Gammarus salinus ingår i släktet Gammarus och familjen Gammaridae. Arten är reproducerande i Sverige. Inga underarter finns listade i Catalogue of Life.